# Паньшинское сельское поселение
Паньшинское се́льское поселе́ние — муниципальное образование в Городищенском районе Волгоградской области.
Административный центр — хутор Паньшино.

## История
Паньшинское сельское поселение образовано 14 мая 2005 года в соответствии с Законом Волгоградской области № 1058-ОД.

## Население
| 2010  | 2012  | 2013  | 2014  | 2015  | 2016  | 2017  |
| ----- | ----- | ----- | ----- | ----- | ----- | ----- |
| 2117  | ↘2113 | →2113 | ↘2075 | ↘2050 | ↗2063 | ↘2045 |
| 2018  | 2019  | 2020  | 2021  |       |       |       |
| ↘2044 | ↗2045 | ↗2059 | ↘2053 |       |       |       |

## Состав сельского поселения
| № | Населённый пункт | Тип населённого пункта        | Население |
| - | ---------------- | ----------------------------- | --------- |
| 1 | Донской          | хутор                         | 137       |
| 2 | Паньшино         | хутор, административный центр | ↘1054     |
| 3 | Сады Придонья    | посёлок                       | 691       |
| 4 | Сакарка          | хутор                         | 235       |